# Courmas
Courmas är en kommun i departementet Marne i regionen Grand Est (tidigare regionen Champagne-Ardenne) i nordöstra Frankrike. Kommunen ligger i kantonen Ville-en-Tardenois som tillhör arrondissementet Reims. År 2022 hade Courmas 225 invånare.

## Befolkningsutveckling
Antalet invånare i kommunen Courmas
| Referens: INSEE |